# Christoph Haacker
Christoph Haacker (* 1972 in Reutlingen) ist ein deutscher Verleger in Wuppertal und Wien.

## Leben
Christoph Haacker ist der jüngere Sohn des Theologen Klaus Haacker und der Psychologin Dorothea Damrath. Er wuchs in Wuppertal auf und studierte Germanistik und Slawistik an der Ruhr-Universität Bochum.
2002 gründete er zusammen mit seinem Bruder Markus Haacker (1970–2023), Michael Obst und Thorsten Volkmann den Arco Verlag in Wuppertal, den er als Geschäftsführer leitet. Seit 2009 lebt er vorwiegend in Wien, wo seitdem eine Verlagsdependance besteht. 2020 wurde der Verlag mit dem Kurt-Wolff-Preis sowie mit dem Deutschen Verlagspreis ausgezeichnet.
Haacker sammelte „Erfahrung als Texter, Imker, Komparse, Journalist, Rezitator und Lehrer“. Neben seiner verlegerischen Tätigkeit ist er zudem Herausgeber verschiedener Werke der deutsch-jüdischen Literatur, der Exilliteratur und der deutschsprachigen Literatur der „böhmischen Länder“ sowie Verfasser journalistischer Beiträge und Rezensionen für Hörfunk, Zeitungen und Zeitschriften.
Haacker ist einer der „370 Mitgründer:innen“ des PEN Berlin.

## Herausgeberschaft / Beiträge
- Hörst du‘s schlagen halber acht. Die Welt der Schule in Gedichten und Prosa. Herausgegeben von Peter Härtling und Christoph Haacker. Stuttgart: Radius-Verlag, 1998. ISBN 978-3-87173-147-1.
- Fritz Beer: Kaddisch für meinen Vater. Essays, Erzählungen, Erinnerungen. Mit einem Nachwort von Christoph Haacker. Wuppertal: Arco, 2002. ISBN 978-3-9808410-0-9.
- Ludwig Winder: Die Pflicht. Mit einem Nachwort von Christoph Haacker. Wuppertal: Arco, 2003. ISBN 978-3-9808410-4-7.
- Erika Mann: Zehn jagen Mr. X. Aus dem Englischen von Elga Abramowitz. Mit einem Nachwort von Golo Mann. Herausgegeben von Christoph Haacker. Wuppertal: Arco, 2011. ISBN 978-3-938375-33-4.
- Fritz Beer: Das Haus an der Brücke. Erzählungen. Mit einem Nachwort von Christoph Haacker. Wuppertal: Arco, 2011. ISBN 978-3-938375-44-0.
- Max Herrmann-Neisse / Leni Herrmann: Liebesgemeinschaft in der Fremde. Gedichte und Aufzeichnungen. Herausgegeben von Christoph Haacker. Wuppertal: Arco, 2012. ISBN 978-3-938375-48-8.
- Ulrich Becher: Kurz nach vier. Roman. Mit einem Nachwort von Christoph Haacker. Wuppertal: Arco, 2012. ISBN 978-3-938375-45-7.
- Paul Zech: Wuppertal. Bergische Dichtungen. Begegnungen mit Else Lasker-Schüler. Herausgegeben von Christoph Haacker. Wuppertal: Arco, 2013. ISBN 978-3-938375-28-0.
- Ernst Sommer: Revolte der Heiligen. Roman. Gesammelte Werke, Band II. Herausgegeben von Christoph Haacker. Wuppertal: Arco, 2018. ISBN 978-3-938375-86-0.
- Nikolos Barataschwili: Gedanken am Flusse Mtkwari. Die Gedichte. Georgisch und Deutsch. Deutsche Nachdichtung von Rainer Kirsch nach der Interlinearübersetzung von Nelly Amaschukeli. Mit einem Nachwort des Übersetzers und einem Beitrag von Christoph Haacker zur Editionsgeschichte. Wuppertal: Arco, 2018. ISBN 978-3-938375-76-1.
- Ernst Sommer: Die Templer. Roman. Gesammelte Werke, Band I. Herausgegeben und mit einem Nachwort von Christoph Haacker. Wuppertal: Arco, 2018. ISBN 978-3-938375-08-2.
- Essad Bey: Georgien – ein Wunderland, ein Märchenland. Herausgegeben und mit einem Nachwort von Christoph Haacker. Wuppertal: Arco, 2019. ISBN 978-3-938375-94-5.
- Walter Serner: Die Tigerin. Eine absonderliche Liebesgeschichte. Mit einem Nachwort von Alban Nikolai Herbst, Nachbemerkungen von Christoph Haacker und Dokumenten zur Rezeption. Wuppertal: Arco, 2020. ISBN 978-3-96587-006-2.

## Übersetzungen
- Joseph Wechsberg: Heimkehr. Aus dem Englischen und mit einem Nachwort herausgegeben von Christoph Haacker. Wuppertal/Wien, Arco, 2015. ISBN 978-3-938375-22-8.

## Belege
1. ↑  Gedenken an Markus Haacker. In: Arco Verlag - Aktuell (online), 7. Februar 2024.
2. ↑  Vgl. Jan Drees: Kurt-Wolff-Preis 2020. Laudatio von Jan Drees auf die Preisträger Arco-Verlag, Wuppertal, und Hentrich & Hentrich Verlag, Berlin/Leipzig. In: Kurt Wolff Stiftung (Webseite). Zuletzt abgerufen am 22. März 2023.
3. ↑  Vgl. Andrej Klahn: Junger Verlag der alten Männer. In: kultur.west (Webseite). 1. Februar 2014. Zuletzt abgerufen am 22. März 2023.
4. ↑  Vgl. Nils Kahlefendt: Arco Verlag: Grenzenlos übernational. In: Börsenblatt (online). 19. Mai 2020. Zuletzt abgerufen am 22. März 2023.
5. ↑  Vgl. Veronika Pantel: Verlage in Wuppertal (5): Die vielen Seiten eines Verlegers. In: Westdeutsche Zeitung (Webseite). 7. Juli 2011. Zuletzt abgerufen am 22. März 2023.
6. ↑  Vgl. Meike Nordmeyer: Neues aus Wuppertal: Arco Verlag entdeckt alte Schätze. In: Westdeutsche Zeitung (Webseite). 24. September 2010. Zuletzt abgerufen am 22. März 2023.
7. ↑  Christoph Haacker … In: Arco Verlag (Webseite). Zuletzt abgerufen am 22. März 2023.
8. ↑  Liste der 370 Mitgründer:innen. In: Internet Archive WayBackMachine (Webseite). Zuletzt abgerufen am 22. März 2023.

| Personendaten    | Personendaten      |
| ---------------- | ------------------ |
| NAME             | Haacker, Christoph |
| KURZBESCHREIBUNG | deutscher Verleger |
| GEBURTSDATUM     | 1972               |
| GEBURTSORT       | Reutlingen         |